# Ron Hextall
Ronald Jeffrey Hextall (Brandon, 3 maggio 1964) è un dirigente sportivo ed ex hockeista su ghiaccio canadese di ruolo portiere, noto per la sua lunga militanza con i Philadelphia Flyers.

## Carriera
Hextall proviene da una famiglia di giocatori di hockey: infatti sia il nonno Bryan che il padre Bryan Jr. hanno militato nella NHL.
È stato il primo portiere nella storia dell'NHL a realizzare un gol, l'8 dicembre 1986 nella vittoria per 5-2 con i Boston Bruins. È anche stato il primo a segnarne uno in una partita di playoff, l'11 aprile 1989 contro i Washington Capitals, battuti per 8-5. È inoltre uno dei cinque giocatori capaci di vincere il Conn Smythe Trophy, premio assegnato al miglior giocatore dei playoff, nonostante la sconfitta in finale, nel suo caso nel 1987 dopo la sconfitta dei suoi Flyers con gli Edmonton Oilers; nella stessa stagione vinse il Vezina Trophy, assegnato al miglior portiere stagionale.
Dal giugno 2006 è vice presidente e assistente General Manager dei Los Angeles Kings, con cui ha vinto la Stanley Cup 2012. Ha ricoperto il ruolo di General Manager dei Manchester Monarchs, squadra della AHL affiliata ai Kings. Dal 2013 è assistente general manager dei Philadelphia Flyers.

## Palmarès

### Nazionale
- Canada Cup: 1

1987

### Individuale
- Dudley "Red" Garrett Memorial Award: 1

1985-1986
- Conn Smythe Trophy: 1

1987
- Vezina Trophy: 1

1986-1987
- NHL First All-Star Team: 1

1986-1987
- NHL All-Rookie Team: 1

1986-1987
- NHL All-Star Game: 1

1988
- AHL First All-Star Team: 1

1985-1986